# Santău
Santău là một xã thuộc hạt Satu Mare, România. Dân số thời điểm năm 2002 là 2644 người.